# ISO 3166-2:SE
ISO 3166-2:SE — стандарт Международной организации по стандартизации, который определяет геокоды. Является подмножеством стандарта ISO 3166-2, относящимся к Швеции.
Стандарт охватывает 21 лен. Каждый код состоит из двух частей: кода Alpha2 по стандарту ISO 3166-1 для Королевства Швеции — SE и одно-двухбуквенного кода, прописанных через дефис. Одно-двухбуквенный код образован из букв латинского алфавита. Перспективный геокод состоит из кода Alpha2 по стандарту ISO 3166-1 для Швеции — SE и двухсимвольного числа, прописанных через дефис. Геокоды ленов Швеции являются подмножеством кодов домена верхнего уровня — SE, присвоенного Швеции в соответствии со стандартами ISO 3166-1.

## Геокоды административно-территориального деления Швеции
Геокоды 21 лен административно-территориального деления Швеции.
| Геокод | Административная единица | Статус | Перспективый геокод |
| ------ | ------------------------ | ------ | ------------------- |
| SE-K   | Блекинге                 | лен    | SE-10               |
| SE-W   | Даларна                  | лен    | SE-20               |
| SE-I   | Готланд                  | лен    | SE-09               |
| SE-X   | Евлеборг                 | лен    | SE-21               |
| SE-N   | Халланд                  | лен    | SE-13               |
| SE-Z   | Емтланд                  | лен    | SE-23               |
| SE-F   | Йёнчёпинг                | лен    | SE-06               |
| SE-H   | Кальмар                  | лен    | SE-08               |
| SE-G   | Крунуберг                | лен    | SE-07               |
| SE-BD  | Норрботтен               | лен    | SE-25               |
| SE-M   | Сконе                    | лен    | SE-12               |
| SE-AB  | Стокгольм                | лен    | SE-01               |
| SE-D   | Сёдерманланд             | лен    | SE-04               |
| SE-C   | Уппсала                  | лен    | SE-03               |
| SE-S   | Вермланд                 | лен    | SE-17               |
| SE-AC  | Вестерботтен             | лен    | SE-24               |
| SE-Y   | Вестерноррланд           | лен    | SE-22               |
| SE-U   | Вестманланд              | лен    | SE-19               |
| SE-O   | Вестра-Гёталанд          | лен    | SE-14               |
| SE-T   | Эребру                   | лен    | SE-18               |
| SE-E   | Эстергётланд             | лен    | SE-05               |

## Геокоды пограничных Швеции государств
- Норвегия — ISO 3166-2:NO (на севере, на западе),
- Финляндия — ISO 3166-2:FI (на востоке),
- Литва — ISO 3166-2:LT (на востоке (морская граница)),
- Латвия — ISO 3166-2:LV (на востоке (морская граница)),
- Эстония — ISO 3166-2:EE (на юго-востоке (морская граница)),
- Россия — ISO 3166-2:RU (на юге (морская граница)),
- Польша — ISO 3166-2:PL (на юге (морская граница)),
- Германия — ISO 3166-2:DE (на юге, на юго-западе (морская граница)).
- Дания — ISO 3166-2:DK (на западе (морская граница)).

## Примечание
Алфавитные коды применяются, числовые коды (перспективные геокоды), используемые главным образом в пределах национальной администрации, в долгосрочной перспективе цифровые коды могут заменить алфавитные коды.